# Lasiochlamys pseudocoriacea
Lasiochlamys pseudocoriacea är en videväxtart som beskrevs av Herman Otto Sleumer. Lasiochlamys pseudocoriacea ingår i släktet Lasiochlamys och familjen videväxter. Inga underarter finns listade i Catalogue of Life.